# غدير البنات
غدير البنات هو وادٍ يقع جنوب شرق الطائف بمسافة ثمانية كيلومترات عند التقاء وادي خماس بوادي عرضه بمنطقة مكة المكرمة غرب المملكة العربية السعودية .

## الآثار
يحوي الموقع عدة نقوش تاريخية نقشت على صخور بالمنطقة يرجع تاريخها إلى القرن الثاني هجري (التاسع ميلادي) أغلبها باسم عروة بن عبدالله بن أبي عاصم.

## اسم غدير البنات
يذكر الباحث حمّاد بن حامد السالمي أنه "ليس هناك سبب ثابت لتسمية (غدير البنات) مشيراً إلى أن الثابت الوحيد أن راعيات الأغنام في الزمن القديم من البنات كنّ يلتقين عنده لسقي مواشيهن وأغنامهن، وكنا يتحلقن حوله والتحدث مع بعضهن، وربما يسبحن في الغدير أوقات الصيف".
وهناك العديد من الروايات والقصص غير المتفق عليها حول تسمية هذا الوادي باسم (غدير البنات)، منها أنه كان "هناك أسرة بدوية من البدو الرحل الذين ينتقلون بين الماء والكلأ والعشب، كانت تلك الأسرة تتكون من خمس إلى سبع نساء، وقد داهمهن السيل غدرا ولقوا حتفهن جميعا، فتناقلت هذه الرواية بين عامة الناس في القرى والهجر".